# Костино-Отделец
Костино-Отделец — село в Терновском районе Воронежской области России.
Административный центр Костино-Отдельского сельского поселения.

## История
Название села породило легенду о том, что якобы сначала возникло соседнее селение Братки, где жили несколько братьев. Потом они будто бы поссорились, и два брата — Константин и Макар — отделились, основав село Костино-Отделец и Макарово. Разумеется, эта легенда, но документальных свидетельств, позволяющих твердо говорить о том, как сложилось название, обнаружить не удалось.

## География

### Улицы
| - ул. К. Маркса - ул. Кирова - ул. Ключики - ул. Красная - ул. Ленинская - ул. Лермонтова - ул. Луговая - ул. Мельничная | - ул. Мичурина - ул. Набережная - ул. Октябрьская - ул. Пушкина - ул. Садовая - ул. Советская - ул. Юровка - пер. Жарова |

## Население
| 2010 |
| ---- |
| 1372 |

### Известные люди
В селе родились:
- Каверин, Василий Фёдорович (род. 1935) — Мастер спорта СССР, Заслуженный тренер СССР
- Маренков, Михаил Андреевич (1912—1969) — Герой Советского Союза.
- Рудяков, Алексей Андреевич (1923—1997) — советский художник-постановщик.
- Щербатых, Василий Михайлович (1929—2004) — Герой Социалистического Труда.

## Инфраструктура
В настоящее время в селе имеются средняя школа, библиотека, Дом культуры, фельдшерско-акушерский пункт, почтовое отделение, пожарная часть МЧС. сбербанк, МФЦ. Имеется Церковь Богоявления Господня, построена в 2017 году, местными предпринимателями Александром Васильевичем Кавериным.